# Briceida Cuevas Cob
Briceida Cuevas Cob (Tepakán, Calkiní, Campeche, Mèxic, 12 de juliol de 1969) és una poeta maia bilingüe en llengua maia peninsular i castellà. És promotora cultural i fundadora de la Asociación de Escritores en Lenguas Indígenas de México.

## Biografia
Va fer estudis de comerç. Va confirmar la seva vocació poètica ingressant el 1992 al grup literari GéNALÍ (gèneres narratiu i líric), a Calkiní. De 1992 a 1994 va participar del Taller de poesía en lengua maya de la Casa de Cultura de Calkiní, coordinat per Waldemar Noh Tzec.
Membre fundador de la Asociación de Escritores en Lenguas Indígenas de México el 1993, de 1999 a 2002 fou la directora de Formación Profesional y Enseñanza de Lenguas a la Casa de los Escritores en Lenguas Indígenas a Mèxic. El 1996 i el 2002 fou becària del Fondo Nacional para la Cultura y las Artes (FONCA) en el programa de suport als escriptors en llengües indígenes, i el 2010 va ser incorporada com a creadora artística al Sistema Nacional de Creadores de Arte.
Va col·laborar, de 2005 a 2008, com a assessora lingüística en el Proyecto de elaboración y traducción al maya peninsular de materiales didácticos a l'Instituto Estatal de la Educación para los Adultos de Campeche, i de 2008 a 2010, va ser responsable del programa d'alfabetització indígena.
Ha participat a multitud de trobades literàries nacionals i internacionals, de les quals en destaquen Poetas del Mundo Latino celebrada a la ciutat de Mèxic el juny del 2000, Poesía Étnica celebrada a Colombia el 2001, la Biennale Internationale des Poètes, a Val-de-Marne a França el 2001, el Festival Internacional de Poesia a Holanda el 2002 o el XII Festival de Poesia a Medellín, el 2003. Així mateix, ha exercit de jurat de diversos premis, com per exemple el Premi Nezahualcóyotl de Literatura el 2002, o la 2a edició del Premio de Literaturas Indígenas de América de 2014.
En la seva obra poètica, tracta temes quotidians i l'estil de vida de les comunitats maies perquè, en les seves paraules, «en la mateixa expressió diària del maia hi trobem moltes metàfores, o més aviat realitats que permeten veure'ns d'una manera molt diferent, comparant-nos envers les altres cultures.» S'hi palesa també la tradició maia que atribueix ànima a allò que altres cultures consideren inanimat, una cosmovisió que origina una relació harmoniosa entre l'home i la natura. La nostàlgia, el paisatge i la gent li són una font d'inspiració. A nivell formal, cadascun dels seus poemes explora ritmes i cadències a partir de les sonoritats de la llengua maia i dels sorolls del seu entorn. El seu llenguatge s'inspira en la forma de parlar i les estructures retòriques tradicionals.

## Obra

### Antologies de la seva obra
- U yok’ol auat pek’, (El quejido del perro en su existencia) Casa Internacional del Escritor, Quintana Roo, 1995.[11]
- Je’ bix k’in (Como el sol), INI/Fundación Rockefeller (Letras Mayas Contemporáneas), 1998.[12]
- Ti u billil in nook /Del dobladillo de mi ropa, Comisión Nacional para el Desarrollo de los Pueblos Indígenas, 2008.
- U ts'íibta’al Cháak (Escribiendo la lluvia). Campeche, 2011. Aplec de contes i poemes produïts per nens i adults del seu municipi natal.

### Antologies amb altres autors
- Flor y canto: cinco poetas indígenas del sur, INI/UNESCO, Tabasco, 1993.
- Tumbén Ik’t’anil ich Maya’ T’an (Poesía contemporánea en lengua maya), España, 1994.
- Las lenguas de América. Recital de poesía, UNAM, La Pluralidad Cultural en México, 2005.
- Voci di Antiche Radiche, dieci poeti indigeni del Méssico, Hammerle/PEN Club, Trieste, Italia, 2005.